# Stupid Girl
«Stupid Girl» es una canción del grupo musical estadounidense Garbage, lanzada como sencillo en 1996, tomada de su auto-titulado álbum debut de 1995, Garbage. Se volvió el sencillo más exitoso del grupo musical en muchos territorios, incluyendo en los Estados Unidos, donde logró alcanzar una alta posición en el Billboard Hot 100. En el Reino Unido el sencillo logró escalar hasta la cuarta posición en el UK Singles Chart. Su éxito se dio en parte gracias a un innovador vídeo musical y unos remixes vanguardistas que ganaron mucha popularidad alrededor del mundo.
El éxito de «Stupid Girl» incrementó las ventas del álbum Garbage, el cual llegó a entrar al top 20 del Billboard 200 y dentro del top 10 del UK Albums Chart. En 1997 la canción fue nominada a los Premios Grammy por Premio Grammy por mejor canción rock y Premio Grammy por mejor interpretación rock de un dúo o grupo con vocalista.
Compuesta por Duke Erikson, Shirley Manson, Steve Marker y Butch Vig, (miembros de Garbage), la canción está basada en  un sample del éxito musical de los 1980s del grupo The Clash, «Train in Vain», a cuyos escritores Joe Strummer y Mick Jones se les otorgó el crédito de coautores de la canción. En 2007, «Stupid Girl» fue remasterizada e incluida en el álbum de grandes éxitos de Garbage, Absolute Garbage. A los restantes miembros del grupo The Clash, Paul Simonon y Topper Headon, se les otorgó el crédito de coautores de la versión remasterizada de la canción.

## Antecedentes y composición de la canción
"Stupid Girl" comenzó como una versión demo en enero de 1994, durante ensayos sostenidos entre Vig, Erikson y Marker en el estudio de este último, ubicado en Madison (Wisconsin). La banda había estado probando con distintos instrumentos, grabaciones multipistas y samplers. Marker creó la línea de bajo, mientras Erikson compuso los  riffs de guitarra, que evocaban a la firma de guitarra en la canción Shine On You Crazy Diamond de Pink Floyd. La canción entera fue el resultado de la unión de ambas partes con un sample de la canción "Train In Vain" originaria de la banda The Clash. La canción también contiene otro sample, sin crédito, de la canción Orange Crush de R.E.M., la cual puede ser escuchada detenidamente en el remix de Todd Terry.

"Es imposible predecir cuál canción será un hit, pero inconscientemente, yo sabía que la canción era buena cuando seguía tocándola una y otra vez en el estéreo de mi carro por meses."
 Butch Vig

Luego de que Steve Marker viera al grupo de Manson, Angelfish, en el show  de MTV, 120 Minutes, la banda la invitó a los estudios de Vig y Marker, Smart Studios, para realizarle un casting. Después de una terrible primera audición, Manson retornó a Angelfish, pero logró regresar a Smart Studios para una exitosa segunda oportunidad, de inmediato comenzó a trabajar en las canciones "Queer", "Vow" y "Stupid Girl" que aún necesitaban mucho trabajo. Mejoró las líricas de "Stupid Girl" convirtiendo a la canción en un himno para toda chica que no se conforma con menos de lo que quiere. 
Reflexionando sobre el éxito de la canción, en 2002, Butch Vig admitió lo siguiente: "La gente todavía nos pregunta quién era la "Stupid Girl" y eso es imposible de responder. La canción es una especie de llamada de atención.

## Lanzamiento comercial

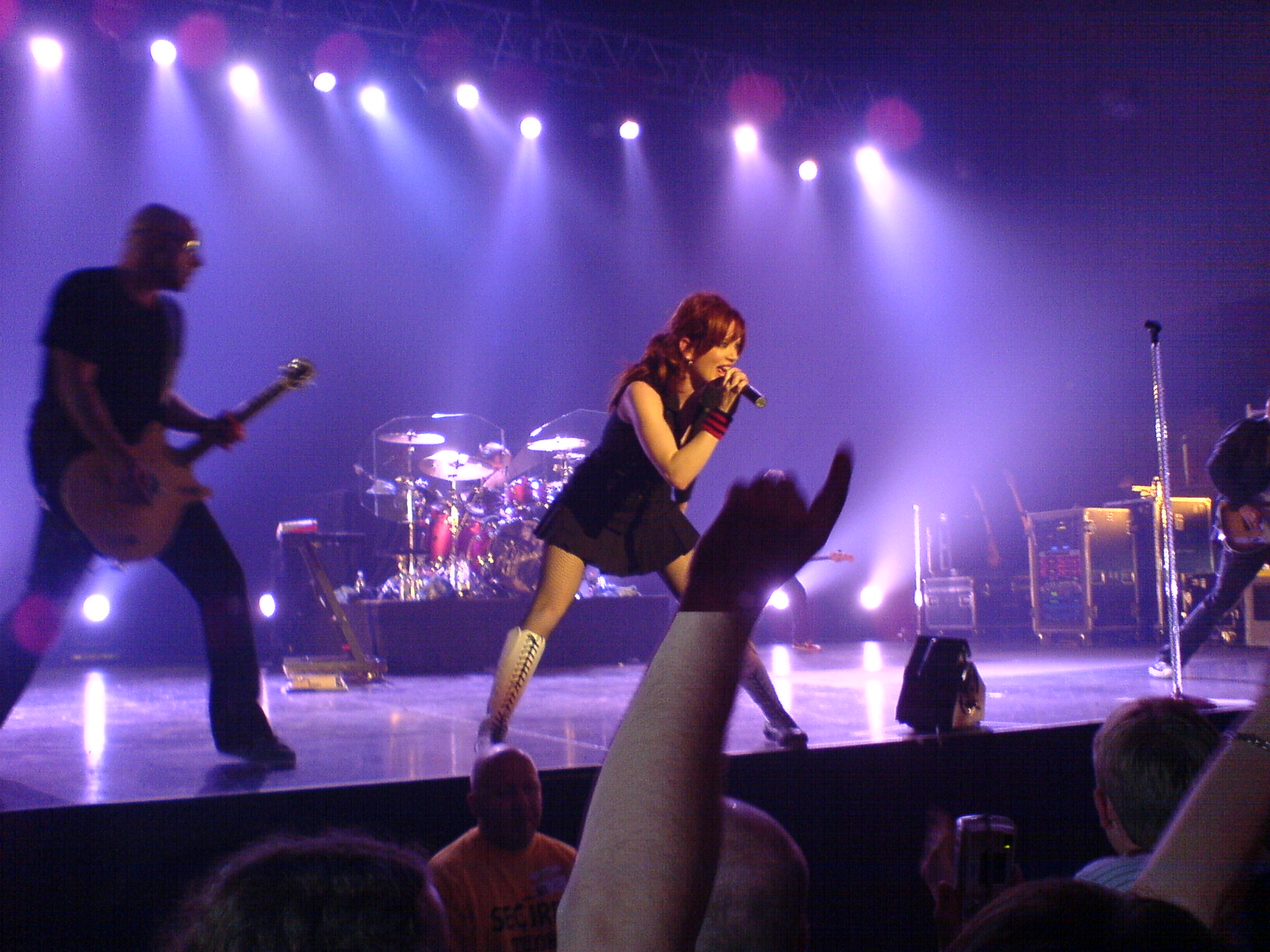
Shirley Manson durante una interpretación de "Stupid Girl" en el tour de 2005".

El sencillo "Stupid Girl" fue lanzado inicialmente en Australia y Nueva Zelanda como un CD de dos caras. En ambas caras estaban presente distintos remixes de la canción "Queer" y dos caras B: "Trip My Wire" y "Butterfly Collector", que ya habían sido incluidas previamente en el lanzamiento británico de su anterior sencillo, "Queer". El sencillo logró alcanzar la posición número cuarenta y siete en Australia y la número treinta y dos en Nueva Zelanda. Siguió un lanzamiento comercial para Europa el 28 de febrero, en un Maxi sencillo que contenía las caras B del último sencillo, "Queer".
El lanzamiento de "Stupid Girl" en el Reino Unido fue programado para el 11 de marzo con lo que se buscaba dar un impulso a lo que sería el primer tour británico de Garbage. "Stupid Girl" recibió una masiva cobertura de la prensa y la radio británica. La canción fue sacada al aire por Radio One, Virgin Radio y Capital Radio), logrando escalar hasta la quinta posición en las listas británicas. Durante su estadía en el Reino Unido, Garbage tocó en vivo "Stupid Girl" en los shows Top of The Pops y TFI Friday (junto a una presentación de "Only Happy When It Rains").
Continuando con el lanzamiento de sus ediciones especiales de  7", Mushroom escogió lanzar el vinilo de "Stupid Girl" en una cubierta de tela. Fue lanzado en dos colores rojo y azul cada uno con una "G" de logo estampada en la parte frontal. Este disco vinilo se limitó a tan solo 10,000 copias. Simultáneamente fue lanzado el CD sencillo, el cual constaba de dos discos que contenían las caras B "Driving Lesson", "Alien Sex Fiend", un remix propio de Garbage de la canción "Dog New Tricks" y remixes de "Stupid Girl" producidos por Red Snapper y Dreadzone. "Stupid Girl" debutó en la cuarta posición, convirtiéndose en el primer sencillo de Garbage en entrar al top 10 de la lista temática UK Singles Chart, sosteniéndose por dos semanas en el top 10 y siete semanas en el top 75. Logró ventas de alrededor de 135,000 copias. Gracias al éxito del sencillo y del tour, el álbum Garbage logró alcanzar la sexta posición del repertorio oficial UK Albums Chart.
El 25 de mayo, "Stupid Girl" fue lanzada en la radio estadounidense, "Modern Rock", mientras "Garbage" se preparaba para acompañar a los Smashing Pumpkins en su tour denominado, Mellon Collie. Eventualmente "Stupid Girl" logró alcanzar la segunda posición en la lista temática Hot Modern Rock Tracks. La banda se presentó en el Late Show with David Letterman el 11 de julio, una noche antes de que el tour con los Smashing Pumpkins fuese cancelado debido a una sobredosis del tecladista de la banda, Jonathan Melvoin. 
"Stupid Girl" comenzó rápidamente a ascender en las listas temáticas Billboard Hot 100 y Hot 100 Airplay, mientras el sencillo comenzaba a comercializarse en maxisencillo, casete y 12" de vinilo. Un remix de "Stupid Girl" creado por Todd Terry logró alcanzar el top 40 en la radio, mientras que el vídeo de "Stupid Girl" fue lanzado en MTV. 
El álbum Garbage, ascendió en el repertorio oficial Billboard 200 como resultado del éxito del sencillo y el 30 de julio recibió la certificación de platino por un 1,000,000 de discos vendidos. En setiembre Garbage alcanzó la posición número veinte en la lista "Billboard 200" y "Stupid Girl" alcanzó la posición número veinticuatro. Sus remixes tuvieron un considerable éxito, alcanzando el quinto lugar en la lista temática Hot Dance Music/Club Play. Garbage tocó "Stupid Girl" en los Fashion Awards de VH1, lo que provocó titulares cuando Manson sufrió un percance con su vestuario.
El sencillo "Stupid Girl" fue lanzado en Francia en agosto, mientras "Garbage" retornaba a Europa para presentarse en distintos festivales de rock, alcanzó la posición número treinta y seis, convirtiéndose en su primer éxito en Francia. El sencillo fue también relanzado en Alemania, cuya edición contenía una exclusiva versión de radio editada por Oliver Sitl.
Posteriormente, un EP fue lanzado en Australia y Nueva Zelanda, el cual contenía los remixes de Dreadzone y Red Snapper, y la cara B "Alien Sex Fiend"
En 2005, "Stupid Girl" fue incluida en la película In Her Shoes de Curtis Hanson, más tarde ese año, Alexz Johnson grabó un cover de la canción para su álbum Songs from Instant Star.

## Música y estructura
«Stupid Girl» es una canción moderadamente rápida, compuesta en la tonalidad F mayor. Este cambio de acorde es usado para la introducción, el verso, el coro y las secciones instrumentales. «Stupid Girl» sigue principalmente este arreglo, con los golpes de la batería del sample de «Train in Vain».
En la introducción, cuatro barras establecen el ritmo, acompañadas de solo el toque de una guitarra y efectos de audio. Las ocho barras del pre-coro son cortadas abruptamente en los acordes menores que ejemplifican las repeticiones y sustituyen los bajos. Esto junto con Manson cantando a todo pulmón, crea tensión y permite percibir la presencia del bajo cuando este vuelve a entrar en el coro.

## Video musical
El vídeo musical de «Stupid Girl» fue filmado el 16 de enero de 1996 en Los Ángeles por el director Samuel Bayer, siendo grabado en simultáneo con el vídeo musical del sencillo «Only Happy When It Rains». El video musical de «Only Happy When It Rains» recibió un mayor presupuesto que el de «Stupid Girl», pues la firma del grupo musical, Almo Sounds, consideró que el primero sería más exitoso que el segundo, lo que al final resultó de una manera totalmente distinta a la esperada. El vídeo fue lanzado en MTV como el tercer vídeo de Garbage, recibiendo una fuerte publicidad en el medio.
El video de «Stupid Girl» está inspirado en la introducción de la película de 1995, Seven, del director David Fincher. El vídeo fue filmado enteramente en un almacén en tan solo 4 horas. Bayer dividió el vídeo en pedazos y creó dos versiones, luego reeditó la segunda versión del video, con tomas alternativas de otra versión original filmada para el remix de «Stupid Girl» realizado por Todd Terry.
El video musical de «Stupid Girl» fue inicialmente comercializado en VHS y Video CD en Garbage Video, junto  con las tomas del "making of". Una versión remasterizada fue incluida posteriormente en el DVD de grandes éxitos titulado Absolute Garbage.

## Lados B
Garbage grabó una serie de pistas en enero de 1996, durante los ensayos de lo que sería su primera gira internacional. Durante los ensayos, el grupo elaboró una mezcla de una de la canción «Dog New Tricks», incluida en el álbum Garbage, también grabaron los lados B: «Driving Lesson», «Alien Sex Fiend» y «Kick My Ass». Daniel Shulman tocó el bajo en las 4 canciones.
El 14 de octubre de 1998, Garbage, Electronic Arts y Broadcast.com promovieron una webcast del concierto que Garbage daría en Dallas, ofreciendo una descarga digital gratuita del lado B «Driving Lesson». La canción registró alrededor de 6 mil descargas.

## Remixes oficiales
| Nombre de la canción                     | Duración | Remixer/Productor                | Lanzamiento comercial |
| ---------------------------------------- | -------- | -------------------------------- | --------------------- |
| "Stupid Girl (Danny Saber mix)"          | 4:26     | Danny Saber                      | Sí                    |
| "Stupid Girl (Dreadzone Vocal mix)"      | 6:24     | Dreadzone                        | Si                    |
| "Stupid Girl (Dreadzone Dub version)"    | 6:09     | Dreadzone                        | Sí                    |
| "Stupid Girl (Future retro mix)"         | 5:20     | Rabbit in the Moon               | Sí                    |
| "Stupid Girl (Red Snapper mix)"          | 7:38     | Red Snapper                      | Sí                    |
| "Stupid Girl (Red Snapper instrumental)" | 7:38     | Red Snapper                      | Sí                    |
| "Stupid Girl (Shoegazer mix)"            | 5:53     | Jason Bentley, Bruno Guez y Blue | Sí                    |
| "Stupid Girl (Tee's radio mix)"          | 3:50     | Todd Terry                       | Sí                    |
| "Stupid Girl (Tee's Freeze club)"        | 5:53     | Todd Terry                       | Sí                    |
| "Stupid Girl (Tee's Bonus Beats)"        | 3:11     | Todd Terry                       | Sí                    |
| "Stupid Girl (Tee's In House dub)"       | 6:11     | Todd Terry                       | Sí                    |
| "Stupid Girl (Capella)"                  | 3:34     | Todd Terry                       | No                    |

Para el primer lanzamiento del sencillo "Stupid Girl" los remixes fueron encargados a Red Snapper y a Dreadzone, este último elaboró dos mezclas. Las tres versiones aparecieron en el CD Sencillo de "Stupid Girl" (el mix de Red Snapper también apareció en el lanzamiento europeo de otro sencillo de Garbage, "Only Happy When It Rains". Una versión instrumental del remix de Red Snapper fue comercializada posteriormente en la compilación Big Beat Elite.
Para el lanzamiento estadounidense de "Stupid Girl", la canción fue mezclada por Danny Saber y Rabbit in the Moon ("Future Retro mix"); Jason Bentley, Bruno Guez y Blue ("Shoegazer mix"). Todd Terry completó otras dos versiones ("Freeze Club" y "In-House Dub"), mientras que su versión "Tee's Radio mix" fue lanzada en la radio logrando ocupar una posición dentro del top 40. Este remix junto con el de Danny Saber fueron comercializados nuevamente en el sencillo "Milk".
Los remixes de Red Snapper y Danny Saber fueron usados en Garbage Video, mientras que los dos remixes adicionales de Todd Terry ("Bonus Beats" y "Capella") fueron lanzados en 1997 en el Reino Unido en la compilación, Stupid Girl Remixes. En 2007, un remix de Todd Terry fue remasterizado e incluido en la compilación oficial de remixes del álbum de grandes éxitos Absolute Garbage.

## Recepción de la crítica
«Stupid Girl» tuvo una abrumadora respuesta positiva por parte los críticos junto al lanzamiento del álbum de estudio Garbage y de los subsiguientes sencillos. 
Junto con las nominaciones a los Grammys por mejor canción rock y mejor presentación rock de un grupo o dúo con vocalista; en 1996 «Stupid Girl» recibió una nominación en los Premios Grammy de Dinamarca por mejor canción rock, también recibió una nominación en los Premios MTV por mejor artista nuevo y en los Premios europeos de MTV por mejor canción rock. En 1998, «Stupid Girl» ganó un premio a mejor canción pop en los premios de la Broadcast Music Incorporated. La canción ocupó el puesto número 405 del listado de la revista Blender: "Las 500 canciones más grandiosas desde que naciste".

## Listas de popularidad
| Año  | Sencillo                      | Lista                                             | Posición más alta |
| 1996 | "Stupid Girl"                 | Australia ARIA Singles Chart                      | 47                |
| 1996 | "Stupid Girl"                 | France SNEP Singles Chart                         | 38                |
| 1996 | "Stupid Girl"                 | Ireland IRMA Singles Chart                        | 16                |
| 1996 | "Stupid Girl"                 | Lithuania Singles Chart                           | 40                |
| 1996 | "Stupid Girl"                 | RIANZ Singles Chart                               | 32                |
| 1996 | "Stupid Girl"                 | UK Airplay Chart                                  | 5                 |
| 1996 | "Stupid Girl"                 | UK Singles Chart                                  | 4                 |
| 1996 | "Stupid Girl"                 | U.S. Billboard Hot Modern Rock Tracks             | 2                 |
| 1996 | "Stupid Girl"                 | U.S. Billboard Hot 100 Airplay                    | 26                |
| 1996 | "Stupid Girl"                 | U.S. Billboard Hot 100                            | 24                |
| 1996 | "Stupid Girl"                 | U.S. Billboard Hot Dance Music/Club Play          | 5                 |
| 1996 | "Stupid Girl"                 | U.S. Billboard Hot Singles Sales                  | 33                |
| 1996 | "Stupid Girl"                 | U.S. Billboard Top 40 Mainstream                  | 25                |
| 1996 | "Stupid Girl"                 | U.S. Billboard Mainstream Rock Tracks             | 39                |
| 1996 | "Stupid Girl"                 | U.S. Billboard Hot Dance Music/Maxi-Singles Sales | 30                |
| 1996 | "Stupid Girl"                 | U.S. Billboard Adult Top 40                       | 36                |
| 1996 | "Stupid Girl"                 | U.S. Cash Box Top 100 Singles                     | 19                |
| 1996 | "Stupid Girl"                 | U.S. ARC Weekly Top 40                            | 10                |
| 2007 | "Stupid Girl" (Remasterizada) | UK Singles Chart                                  | 197               |

## Lista de canciones
| Edición europea |                                     |          |  |
| N.º             | Título                              | Duración |  |
| 1.              | «Stupid Girl» (Edición de sencillo) | 4:18     |  |
| 2.              | «Butterfly Colector» (Lado B)       | 3:39     |  |
| 3.              | «Trip My Wire» (Lado B)             | 4:27     |  |

| Edición del Reino Unido |                                        |          |  |
| N.º                     | Título                                 | Duración |  |
| 1.                      | «Stupid Girl» (Edición de sencillo)    | 4:18     |  |
| 2.                      | «Driving Lesson» (Lado B)              | 3:48     |  |
| 3.                      | «Dog New Tricks» (The Pal Mix (Remix)) | 4:02     |  |

| Edición estadounidense |                                     |          |  |
| N.º                    | Título                              | Duración |  |
| 1.                     | «Stupid Girl» (Edición de sencillo) | 4:18     |  |
| 2.                     | «Stupid Girl» (Tee's Radio (Remix)) | 3:46     |  |
| 3.                     | «Driving Lesson» (Lado B)           | 3:48     |  |